# Kalaha
Kalaha (w krajach angielskojęzycznych również kalah) – gra typu mankala autorstwa Williama Juliusa Championa.

## Reguły gry
Gra odbywa się na desce z dwoma rzędami dołków, po 6 w każdym rzędzie, - własnym znajdującym się po swojej stronie deski oraz przeciwnika po stronie przeciwnika. Oprócz tego po lewej i prawej stronie znajdują się dwa dołki zwane bazami. Po prawej własna i po lewej przeciwnika. W dołkach (oprócz bazowych) znajduje się z początku po 6 kamieni.
|  |  |  |  |  |  |  |  |
|  |  |  |  |  |  |  |  |

Gracze wykonują ruchy na przemian według nast. zasad:
- ruchy wykonuje się w kierunku przeciwnym do kierunku ruchu wskazówek zegara;
- gracz wyjmuje wszystkie kamienie z dowolnego dołka w rzędzie własnym, a następnie wkłada po kolei po jednym do kolejnych dołków, poczynając od znajdującego się po prawej stronie tego, z którego wyjął (również do bazowych);
- jeśli ostatni kamień wpadł do własnej bazy, gracz wykonuje jeszcze jeden ruch. Powtarza się to dopóty ostatni kamień nie wpadnie do innego dołka;
- jeśli ostatni kamień wpadł do własnego pustego dołka, gracz bierze wszystkie kamienie z leżącego naprzeciw dołka przeciwnika i wkłada je do swojej bazy.

Gra kończy się gdy jeden z graczy nie może wykonać ruchu (wszystkie dołki po jego stronie są puste gdy przypada na niego kolej ruchu). Przeciwnik zbiera resztę kamieni ze swoich dołków i wkłada do swojej bazy. Wygrywa ten, kto uzbierał więcej kamieni w swej bazie; w przypadku równej ich liczby – remis.

## Odmiany
Istnieje cały szereg odmian różniących się liczbą dołków w rzędzie lub liczbą kamieni w dołkach. Również odmiany z różną liczbą kamieni w różnych dołkach. Wiele serwisów internetowych dających dostęp do tej gry wprowadziło zasadę zamiany - drugi gracz może obrócić planszę w ramach swojego pierwszego ruchu tak jakby to on zaczął grę. Zasada ta ma wyrównać szanse zwłaszcza w wariancie na 3, 4, lub 6 kamieni w dołkach (w tych wariantach jest opracowany sposób wygrania gry przez pierwszego gracza).